# Š
Š je 25. slovo hrvatske abecede. Označava bezvučni postalveolarni frikativni suglasnik.
U abecedu ga je uveo Ljudevit Gaj iz češkog, a njime se koristi i u abecedama slovenskog, slovačkog, litavskog, latvijskog, estonskog, srpskog i bošnjačkog.

## Računarstvo
| Znak | Standard, odnosno kodna stranica | Standard, odnosno kodna stranica | Standard, odnosno kodna stranica | Standard, odnosno kodna stranica | Standard, odnosno kodna stranica |
| ---- | -------------------------------- | -------------------------------- | -------------------------------- | -------------------------------- | -------------------------------- |
|      | YUSCII                           | CP852                            | CP1250                           | ISO 8859-2                       | Unicode                          |
| Š    | 91                               | 230                              | 138                              | 169                              | U+0160                           |
| š    | 123                              | 231                              | 154                              | 185                              | U+0161                           |